# Hospital Divina Providencia
El Hospital Divina Providencia (también llamado Hospital de la Divina Providencia) es un hospital en San Salvador, la capital de El Salvador. El hospital se especializa en oncología (atención del cáncer) y cuidados paliativos.
Hna. María Julia García es directora general.
El 24 de marzo de 1980, monseñor Óscar Arnulfo Romero, arzobispo de El Salvador, fue asesinado por un sicario en la Capilla del Hospital de la Divina Providencia.